# Andromaca (Grétry)
Andromaque è un'opera in tre atti del compositore André Ernest Modeste Grétry. Il libretto francese è un adattamento di Jean Racine dell'opera teatrale Andromaque di Louis-Guillaume Pitra (1735-1818). Fu eseguita per la prima volta il 6 giugno 1780 dall'Académie Royale de Musique (Opera di Parigi) nella seconda Salle du Palais-Royal. È stata l'unica opera che Grétry scrisse sotto forma di tragédie lyrique.

## Storia della composizione
Grétry era considerato il principale compositore di opéra comique del suo tempo e Andromaque era la sua unica opera tragica per l'Académie Royale de Musique. Negli anni Settanta del Settecento, Christoph Willibald von Gluck aveva prodotto una serie di opere famose per l'Académie, tra cui Ifigenia in Aulide, Armide e Ifigenia in Tauride. Il direttore dell'Académie, Anne-Pierre-Jacques de Vismes du Valgay, aveva infatti inizialmente destinato il libretto di Iphigénie en Tauride a Grétry, prima di consegnarlo a Gluck. Grétry non era contento di questa svolta e così, in compenso, de Vismes gli offrì la possibilità di impostare un adattamento dell'Andromaque di Racine (1667). Ciò faceva parte della moda contemporanea per l'utilizzo di opere teatrali del teatro classico francese come base per i libretti; altri esempi includono Iphigénie en Aulide di Gluck (basata su Racine), Chimène di Sacchini e Les Horaces di Salieri (entrambe tratte da commedie di Corneille). Andromaque fu una sfida particolare poiché era una delle opere più rinomate e frequentemente eseguite nel repertorio francese. Grétry si affidò al poeta Louis-Guillaume Pitra per ridurre e adattare la tragedia di Racine. Il compositore lavorò velocemente sulla partitura, terminandola in 30 giorni. Come scrisse nelle sue memorie, "L'autore del testo, Pitra, è stato con me tutto il tempo. Costantemente trasportato dalla bellezza e dal ritmo dell'azione, l'ho scritta tutta d'un fiato".

## Esecuzione ed accoglienza
Tuttavia il processo di messa in scena del lavoro finito fu molto più lento. L'Académie Royale de Musique originariamente intendeva eseguire Andromaque nel maggio 1778, ma sorse una controversia con il teatro Comédie-Française, che sosteneva di avere i diritti esclusivi per l'opera di Racine. Una volta risolta la controversia, l'Académie riprogrammò la prima per l'aprile 1780 ma dovette di nuovo rimandarla quando il soprano Rosalie Levasseur, che avrebbe dovuto interpretare il ruolo principale, si ammalò. La prima rappresentazione ebbe luogo finalmente il 6 giugno 1780.
La reazione del pubblico fu mista. Il lavoro fu criticato per avere troppi ritornelli, troppo pochi balli e un finale troppo tragico. I critici non gradirono il cambio di stile di Grétry dalla leggerezza delle sue opere comiche. Ad esempio, La Harpe si lamentava del fatto che Grétry avesse "lasciato il suo genere abituale a quello di Gluck, un abbandono che non è a suo vantaggio. In questo lavoro non c'è altro che un rumore stridulo e noioso e tutti i difetti di Gluck senza la presenza di ciò che li riscatta in una certa misura, vale a dire, pezzi espressivi e una comprensione dell'effetto teatrale ". Grétry rispose rivedendo il terzo atto di Andromaque aggiungendo una spettacolare celebrazione del matrimonio per fornire un lieto fine. Questa seconda versione fu eseguita nel 1781 con maggiore successo, ma la sua programmazione fu interrotta da un grave incendio al teatro dell'opera e Andromaque non fu mai ripresa in Francia.

## Ruoli
| Ruolo                  | Registro vocale | Prima: 6 giugno 1780     |
| ---------------------- | --------------- | ------------------------ |
| Andromaque (Andromaca) | soprano         | Rosalie Levasseur        |
| Pirro                  | tenore          | Joseph Legros            |
| Ermione                | soprano         | Marie-Joséphine Laguerre |
| Oreste                 | baritono        | Henri Larrivée           |
| Phoenix                |                 |                          |

## Trama
Questa è una sinossi della prima versione (giugno 1780).

### Atto 1
Scena: il palazzo di Pirro
Ermione è innamorata di Pirro, il suo fidanzato, ma lui è innamorato di Andromaque, la vedova dell'eroe troiano Ettore che tiene prigioniero. I greci, guidati da Oreste (che è innamorato di Ermione) vogliono mettere a morte Andromaque e il figlio di Ettore Astianatte per impedirgli di vendicarsi della caduta di Troia quando sarà grande. Pirro rifiuta di soddisfare la loro richiesta, ma questo non riesce a conquistargli l'amore di Andromaque ed allora si rivolge ad Ermione.

### Atto 2
Scena: il porto
Oreste è furioso con Pirro e progetta di portare via Ermione con sé. Ermione rifiuta le suppliche di Andromaque di salvare suo figlio. Andromaque chiede nuovamente a Pirro di risparmiare Astianatte. Pirro dice che lo farà solo se Andromaque accetterà di sposarlo. Andromaque acconsente ma decide di uccidersi prima che il matrimonio possa aver luogo. Quando Ermione apprende la notizia che ora Pirro intende sposare Andromaque, si scandalizza e ordina a Oreste di uccidere Pirro.

### Atto 3
Scena: la tomba di Ettore
Andromaque viene a pregare per l'ultima volta sulla tomba di Ettore. Alla cerimonia nuziale di Pirro e Andromaque, Pirro dichiara che sarà un buon padre per Astianatte e lo farà re di Troia. Questo sprona i furiosi Greci a uccidere Pirro. Oreste annuncia la morte di Pirro ad Ermione che è inorridita e declina ogni responsabilità. Si accoltella sul cadavere di Pirro. L'Oreste rifiutato precipita nella disperazione e impazzisce.

## Incisioni
- Andromaque Karine Deshayes, Maria Riccarda Wesseling, Sébastien Guèze, Tassis Christoyannis, Coro e Orchestra del Le Concert Spirituel, direttore Hervé Niquet (Glossa, 2010)